# US Open 1969 (Badminton)
Die US Open 1969 im Badminton fanden vom 2. bis zum 5. April 1969 im State College in Natchitoches, Louisiana, statt. Sie waren in diesem Jahr gleichzeitig auch die nationalen Titelkämpfe.

## Finalergebnisse
| Disziplin    | Sieger                               | Finalist                                 | Ergebnis          |
| ------------ | ------------------------------------ | ---------------------------------------- | ----------------- |
| Herreneinzel | Rudy Hartono                         | Muljadi                                  | 15-9, 15-12       |
| Dameneinzel  | Minarni                              | Pernille Mølgaard Hansen                 | 11-1, 11-2        |
| Herrendoppel | Ng Boon Bee Punch Gunalan            | Ippei Kojima Channarong Ratanaseangsuang | 15-3, 15-7        |
| Damendoppel  | Minarni Retno Koestijah              | Tyna Barinaga Helen Tibbetts             | 15-6, 15-6        |
| Mixed        | Erland Kops Pernille Mølgaard Hansen | Don Paup Helen Tibbetts                  | 15-6, 13-15, 15-7 |